# Atletismo nos Jogos Pan-Americanos de 1951 - Revezamento 4x100 m feminino
Os revezamento 4x100 metros foram um dos eventos do atletismo nos Jogos Pan-Americanos de 1951, em Buenos Aires. A prova foi disputada no Estádio Monumental de Núñez entre os dias 27 de fevereiro e 8 de março.

## Medalhistas
|  | USA Estados Unidos                                  |  | CUB Cuba                                                      |  | ARG Argentina                                              |
|  | Dolores Dwyer Janet Moreau Jean Patton Nell Jackson |  | Adriana Millard Betty Kretschmer Eliana Gaete Hildegard Kreft |  | Ana María Fontán Lilián Heinz Olga Bianchi Teresa Carvajal |

### Final
| Pos.              | País               | Tempo  |
| ----------------- | ------------------ | ------ |
| Medalha de ouro   | USA Estados Unidos | 48.7 m |
| Medalha de prata  | CHI Chile          | 49.3 m |
| Medalha de bronze | ARG Argentina      | 49.8 m |
| 4                 | BRA Brasil         | 50.5 m |
| 5                 | ECU Equador        | 53.3   |